# PinkPantheress
Виктория Беверли Уокер (англ. Victoria Beverley Walker; род. 18 апреля 2001, Бат, Юго-Западная Англия), более известная как PinkPantheress — британская певица, автор-исполнитель и продюсер.
В 2021 году, учась в университете в Лондоне, она разместила в сети TikTok несколько песен, которые стали вирусными, включая «Break It Off», и впоследствии подписала контракт с Parlophone и Elektra Records. Её синглы «Just for Me» и «Pain» с дебютного микстейпа To Hell with It (2021) попали в топ-40 UK Singles Chart и получили серебряный сертификат Британской ассоциации производителей фонограмм (BPI). Она победила в опросе Би-би-си «Sound of 2022» и была номинирована на три премии NME Awards.

## Биография
PinkPantheress родилась 18 апреля 2001 года в Бате (Англия), в семье матери-кенийки (Elza Walker), работающей сиделкой, и белого отца-англичанина (Stephen Walker), профессора статистики. У неё есть один старший брат (Christopher), который работает аудиоинженером. Когда ей было пять лет, её семья переехала из Бата в Кент, где она и выросла. Её отец переехал в США для работы в университете в Остине, штат Техас, когда ей было 12 лет, а она с матерью остались в Англии.

## Карьера
PinkPantheress начала писать музыку в средней школе, чтобы помочь другу, а затем стала писать музыку самостоятельно. В 17 лет она начала использовать GarageBand для создания инструментальных композиций для своего друга, коллеги-певца Mazz, а позже она использовала GarageBand для записи многих своих ранних песен, лежа в университетском холле поздно ночью. Она начала загружать свои оригинальные песни на SoundCloud, где они получили мало внимания. После того как видео, размещенное в её личном аккаунте TikTok в декабре 2020 года, набрало более 500 000 лайков, она разместила фрагмент своей песни «Just a Waste» под именем PinkPantheress в том же месяце в надежде привлечь более широкую аудиторию; фрагмент вскоре стал вирусным на платформе.
Песня PinkPantheress «Pain» стала вирусной на TikTok в январе 2021 года и достигла пика на 35 месте в UK Singles Chart в августе 2021 года. Её прорывной сингл «Break It Off» также стал вирусным на TikTok в начале 2021 года. Она выпустила свою песню «Passion» в феврале 2021 года и подписала контракт с Parlophone в апреле 2021 года. Она исполнила песню GoldLink «Evian» из его студийного альбома Haram! и подписала контракт с Elektra Records в июне 2021 года. В том же месяце был выпущен видеоклип на её песню «Break It Off». После того, как фрагмент её песни «Just for Me» привлек внимание на TikTok, она выпустила её в августе 2021 года, вместе с клипом, снятым её сорежиссёром, который вышел в следующем месяце. Это был её второй хит в топ-40 и самое высокое место в UK Singles Chart. В начале октября 2021 года она объявила дату выхода и название своего дебютного микстейпа To Hell with It и выпустила песню «I Must Apologise». To Hell With It вышел 15 октября 2021 года на Parlophone и Elektra Records, дебютировав на 20 месте в UK Albums Chart.
PinkPantheress впервые выступила вживую в октябре и ноябре 2021 года в Лондоне. В январе 2022 года она была объявлена победителем опроса Би-би-си «Sound of 2022». В том же месяце она выпустила альбом ремиксов на песню «To Hell with It». Она была номинирована на Brit Award в категории «Песня года» на 42-й церемонии Brit Awards за песню «Obsessed With You» британского рэпера Central Cee, который семплировал её песню «Just for Me», и дал виртуальное выступление на Roblox для Brit Awards. Она появилась в песне «Bbycakes» с Mura Masa, Lil Uzi Vert и Shygirl в феврале 2022 года и выпустила песню «Where You Are» с участием Уиллоу Смит в апреле 2022 года.

## Музыкальный стиль
Музыка PinkPantheress была описана как поп, bedroom pop, танцевальная музыка, альт-поп, драм-н-бейс, тустеп-гэридж, джангл и гиперпоп. Кроме того она часто использует семплы других песен, танцевальной музыки 1990-х и 2000-х годов и песни в стиле джангл, фанк, британский гэридж и поп. PinkPantheress использует топлайн для написания своих песен, которые часто являются самопродюсированными и короткими по длине (топлайнер — это автор песен, который пишет песню по заранее созданному ритму). Она описывала свою музыку как альт-поп и «форму D’n’B, которую можно слушать дома» и заявляла, что пишет «более грустные», «тёмные» тексты, чтобы «обратиться к молодёжи», часто для контраста с её «весёлыми инструментальными композициями».
Майкл Крэгг из The Guardian описал вокал PinkPantheress как «сладкий, но тревожный», а Джон Караманика из The New York Times написал, что она «звучит так, будто флиртует и болеет одновременно». Кэт Чжан из Pitchfork назвала голос PinkPantheress «ангельским», «девичьим» и «лёгким» и написала, что она «одна из редких TikTok-артистов, чья интернет-известность кажется пропорциональной их потенциалу». Фелисити Мартин из Dazed назвала её тексты «грустными» и «тоскливыми». Пишущая для Nylon Стеффани Ванг назвала её музыку «коллажем звуков, которые одновременно устарели и современны», добавив, что слушая её, «чувствуешь себя как в Интернете до того, как социальные сети стали вещью». Киран Пресс-Рейнольдс из Insider написал, что PinkPantheress придает ускоренным жанрам электронной музыки, таким как драм-н-бейс, «интроспективное, романтическое звучание спальни» с её «тихим» вокалом.

## Дискография
См. также «PinkPantheress discography» в английском разделе.
В феврале 2023 года её совместный с американской рэпершей Ice Spice сингл «Boy’s a Liar Pt. 2» достиг 3-го места в американском хит-параде Billboard Hot 100, высшее достижение в карьере обеих. Также на вторую неделю релиза он возглавил американский стриминговый чарт Streaming Songs. Трек является ремиксом на оригинальный сольник PinkPantheress «Boy’s a Liar», выпущенный в ноябре 2022 года и достигшим третьего места в Великобритании и Австралии. Песня попала в топ-10 Hot 100 всего за вторую неделю пребывания в чарте. Это первый дуэт двух исполнителей, каждый из которых впервые попал в топ-10 с тех пор, как Nicky Youre и Dazy заняли 4-е место с песней «Sunroof» в сентябре 2022 года. Но их песне потребовалось 10 недель, чтобы попасть в топ-10; «Liar» — первая песня двух исполнителей, каждый из которых впервые попал в топ-10 за две недели или меньше, с тех пор как песня американского рэпера Lil Tjay «Calling My Phone» с участием 6LACK дебютировала на № 3 в феврале 2021 года.

### Студийные альбомы
- Heaven Knows (2023)

## Награды и номинации
| Награда                  | Год  | Категория                | Номинация           | Результат | Ссылка        |
| ------------------------ | ---- | ------------------------ | ------------------- | --------- | ------------- |
| BBC Sound of…            | 2022 | BBC Sound of 2022        | Herself             | Победа    | [ 51 ]        |
| Brit Awards              | 2022 | Song of the Year         | «Obsessed With You» | Номинация | [ 31 ] [ 32 ] |
| MOBO Awards              | 2022 | Best Female Act          | Herself             | Победа    | [ 52 ]        |
| Ivor Novello Awards      | 2022 | Rising Star Award        | Herself             | Номинация | [ 53 ]        |
| Ivor Novello Awards      | 2022 | Best Contemporary Song   | «Just for Me»       | Номинация | [ 53 ]        |
| iHeartRadio Music Awards | 2022 | TikTok Bop of the Year   | «Just for Me»       | Номинация | [ 54 ]        |
| NME Awards               | 2022 | Best Song in the World   | «Just for Me»       | Номинация | [ 55 ]        |
| NME Awards               | 2022 | Best Song by a UK Artist | «Just for Me»       | Номинация | [ 55 ]        |
| NME Awards               | 2022 | Best Mixtape             | To Hell with It     | Номинация | [ 55 ]        |